# De laatste kaart
De laatste kaart is het eenentwintigste deel uit de stripreeks Blueberry van Jean-Michel Charlier (scenario) en Jean Giraud (tekeningen). Het album verscheen voor het eerst in 1983 bij uitgeverij Novedi. Het album is daarna nog eens in 2003 bij uitgeverij Dargaud uitgebracht. Ook verscheen er een hardcover editie. De laatste kaart werd in 2018 samen met de delen De ongrijpbare Navajo's en Het einde van de lange rit integraal uitgegeven door Dargaud.

## Inhoud
Blueberry, Red Neck en MacClure gaan naar Chihuahua, waar zij Vigo denken te vinden. Vigo, die nu gouverneur van de staat Chihuahua is, wordt gewaarschuwd door een van zijn spionnen dat er drie Amerikanen op zoek naar hem zijn. Hij zet de drie gevangen en veroordeelt hen zo snel mogelijk om te worden doodgeschoten. Enkele seconden voordat ze worden neergeschoten, worden ze vrijgelaten door generaal Portillo op bevel van generaal Porfirio Diaz die na de dood van Benito Juarez de macht in Mexico overnam. Op zijn beurt ter dood veroordeeld, vraagt Vigo om Blueberry alleen te zien. In ruil voor een document dat Blueberry zal vrijwaren van de diefstal van het goud van de Zuidelijken, eist hij vrijgelaten te worden. Met hulp van een groep moordenaars onder leiding van El Tigre lukt het Vigo te bevrijden en vluchten Blueberry, Red Neck en MacClure naar de grens van de Verenigde Staten met Vigo. Onderweg worden ze gevangengenomen door El Tigre, doch weten zich te bevrijden. Vigo die een paar dagen eerder gewond raakte aan de rug en lijdt aan hoge koorts, pleegt zelfmoord. 

## Hoofdpersonen
- Blueberry, cavalerieluitenant
- MacClure
- Red Neck
- Vigo, gouverneur van Chihuahua
- Porfirio Diaz, generaal van het Mexicaanse leger
- El Tigre, voormalig commandant uit het Franse leger